# Беркли, Уильям (юрист)
Уильям Барклай (англ. William Barclay, 1546—1608) — шотландский юрист, живший (в основном) во Франции. Считался одним из лучших юристов своего времени. Известен как искренний католик, при этом ревностный приверженец королевской власти и прав светских владык.

## Биография
Родился в Абердиншире в 1546 году. Получил образование в Абердинском университете. В 1572 году уехал во Францию, где и изучал право в Университете Буржа. Женился на француженке. Сын — Джон Барклай, впоследствии известный поэт-латинист.
Карл III, герцог Лотарингии, назначил Уильяма Барклая профессором гражданского права во вновь основанном университете Понт-а-Муссона, а также назначил его государственным советником. Однако его жизнь осложнилась из-за конфликта с иезуитами, которые пытались склонить его сына ко вступлению в Орден. Отец не дал на это своего согласия и в 1603 году увёз сына в Англию.
В Англии король Яков I обещал ему покровительство и преференции, но при условии вступления в англиканскую церковь. От этого предложения он отказался и в 1604 году вернулся во Францию. Там он получил место профессора гражданского права в университете Анже. Он умер в Анже в 1608 году.

## Полемика с кардиналом Беллармином о светской власти папы
Кардинал-иезуит Роберто Беллармин в 1586 году опубликовал сочинение «О спорных вопросах христианской веры», где, в частности, содержался трактат о светской власти пап. Суть учения Беллармина состояла в том, что папа не имеет прямой власти над светскими делами (иначе он был бы светским правителем), но имеет власть косвенную. Светская власть должна подчиняться церковной во всех случаях, когда этого требует духовное благо христианства. В частности, папа может низвергать светских владык и вмешиваться в судебные дела, если этого требует задача спасения душ.
Барклай в ответ на это опубликовал в 1609 году трактат «О власти папы» (De potestate papa). В нём утверждалось, что разница между прямой и косвенность властью несущественна, и если папа может (при каких бы то ни было обстоятельствах) вмешиваться в светскую жизнь, отстранять от власти светских владык и диктовать свою волю суду, он и есть светский владыка. Барклай признавал за папой только право отлучать владык от церкви и предохранять их подданных от ереси.
Беллармин издал новое сочинение, под заглавием «О власти папы в светских делах» (De potestate papae in temporalibus), где прямо утверждал, что власть епископов над светскими властями установлена самим Богом.
Полемика была продолжена сыном Барклая, Джоном Барклаем.

## Основные труды
- De Regno et Regali Potestate (1600), содержащая яростную защиту королевских прав. Книга направлена против монархомахов (собственно, сам термин «монархомахи» появился именно в этой книге) — прежде всего Джорджа Бьюкенена, «Юния Брута» (под этим псевдонимом, вероятно, скрывался Губерт Ланге или Филипп Дюплесси-Морне и Жана Баучера.
- De Potestate Papae (1609), в которой критиковал право папы вмешиваться в светские дела.
- Комментарии к Дигестам Юстиниана.